# Кириченко, Иван Егорович
Иван Егорович Кириченко (6 марта 1930 года — 28 апреля 2009 года) — бригадир механизированной колонны строительного управления № 1 треста «Востокнефтепроводстрой» Министерства газовой промышленности СССР, Куйбышевская область. Герой Социалистического Труда (1971).
Достиг выдающихся трудовых показателей. Досрочно выполнил личные социалистические обязательства и плановые задания Восьмой пятилетки (1966—1970). 30 марта 1971 года Указом Президиума Верховного Совета СССР удостоен звания Героя Социалистического Труда «за выдающиеся заслуги в выполнении заданий пятилетнего плана и достижение высоких технико-экономических показателей» с вручением ордена Ленина и золотой медали Серп и Молот.